# For the Lions
For the Lions es un álbum de covers de la banda de metalcore/hardcore punk estadounidense Hatebreed. El álbum fue lanzado el 5 de mayo de 2009, bajo Koch Records. El álbum consiste de 18 versiones de bandas que tienen influencia sobre la música de Hatebreed.

## Sencillos
El primer sencillo lanzado fue la versión de la canción "Thirsty and Miserable" de la banda Black Flag. Este sencillo fue sucedido por la canción "Suicidal Maniac" de Suicidal Tendencies, "Shut Me Out" de Sick of It All, "Ghosts of War" de Slayer, y "Escape" de Metallica. Hatebreed también realizó un video musical para su cover de "Ghosts of War" y "Thirsty and Miserable".

## Lista de canciones
| N.º | Título                  | Escritor(es)                                                 | Artista original (fecha)      | Duración |  |
| 1.  | «Ghosts of War»         | Kerry King, Jeff Hanneman                                    | Slayer (1988)                 | 4:00     |  |
| 2.  | «Suicidal Maniac»       | Rocky George, Mike Muir                                      | Suicidal Tendencies (1987)    | 3:06     |  |
| 3.  | «Escape»                | James Hetfield, Lars Ulrich, Kirk Hammett                    | Metallica (1984)              | 4:38     |  |
| 4.  | «Hatebreeders»          | Glenn Danzig                                                 | Misfits (1982)                | 2:51     |  |
| 5.  | «Set It Off»            | Freddy Cricien                                               | Madball (1994)                | 2:37     |  |
| 6.  | «Thirsty and Miserable» | Dez Cadena, ROBO                                             | Black Flag (1981)             | 2:21     |  |
| 7.  | «All I Had I Gave»      | Kirk Windstein, Matt Thomas, Todd Strange, Craig Nunenmacher | Crowbar (1993)                | 3:15     |  |
| 8.  | «Your Mistake»          | Roger Miret, Vinnie Stigma                                   | Agnostic Front (1986)         | 1:43     |  |
| 9.  | «I'm In Pain»           | Trevor Peres, Donald Tardy, John Tardy                       | Obituary (1992)               | 4:11     |  |
| 10. | «It's the Limit»        | John Joseph, Harley Flanagan                                 | Cro-Mags (1986)               | 1:40     |  |
| 11. | «Refuse/Resist»         | Max Cavalera                                                 | Sepultura (1993)              | 3:07     |  |
| 12. | «Supertouch/Shitfit»    | H.R., Dr. Know                                               | Bad Brains (1982)             | 2:21     |  |
| 13. | «Evil Minds»            | Kurt Brecht                                                  | Dirty Rotten Imbeciles (1985) | 0:57     |  |
| 14. | «Shut Me Out»           | Lou Koller, Pete Koller                                      | Sick of It All (1992)         | 2:14     |  |
| 15. | «Sick of Talk»          | John Brannon                                                 | Negative Approach (1982)      | 0:38     |  |
| 16. | «Life Is Pain»          | Jorge Rosado                                                 | Merauder (1995)               | 3:21     |  |
| 17. | «Hear Me»               | John Porcelly, Mike Ferarro                                  | Judge (1989)                  | 1:54     |  |
| 18. | «Boxed In»              | Lu dibella-Lawrence Susi-Rich Kennon-James Eaton             | Subzero (1997)                | 2:59     |  |

### Canciones Exclusivas en Best Buy
| N.º | Título                                | Escritor(es) | Artista original (fecha) | Duración |  |
| 19. | «I, Spoiler»                          |              | Sheer Terror (1991)      | 2:01     |  |
| 20. | «To the Threshold (Live in Dallas)»   |              | Hatebreed (2006)         | 2:31     |  |
| 21. | «Destroy Everything (Live in Dallas)» |              | Hatebreed (2006)         | 4:07     |  |
| 22. | «Defeatist (Live in Dallas)»          |              | Hatebreed (2006)         | 2:40     |  |
| 23. | «The Most Truth (Live in Dallas)»     |              | Hatebreed (2006)         | 2:40     |  |

## Posicionamiento
| Listas                          | Posición |
| ------------------------------- | -------- |
| Belgian Albums Chart (Flanders) | 88       |

## Créditos
- Jamey Jasta – voz
- Frank Novinec – guitarra
- Chris Beattie – bajo
- Wayne Lozinak – guitarra
- Matt Byrne – batería
- Producido y mezclado por Chris "Zeuss" Harris